# فرنسيس هوفر
فرنسيس هوفر (بالإنجليزية: Francis Hoover)‏ هو مدرب كرة سلة أمريكي، ولد في 15 نوفمبر 1914 في ستيتسفيل في الولايات المتحدة، وتوفي في 19 مارس 2002 في بون في الولايات المتحدة.